# Vladimír Šťastný

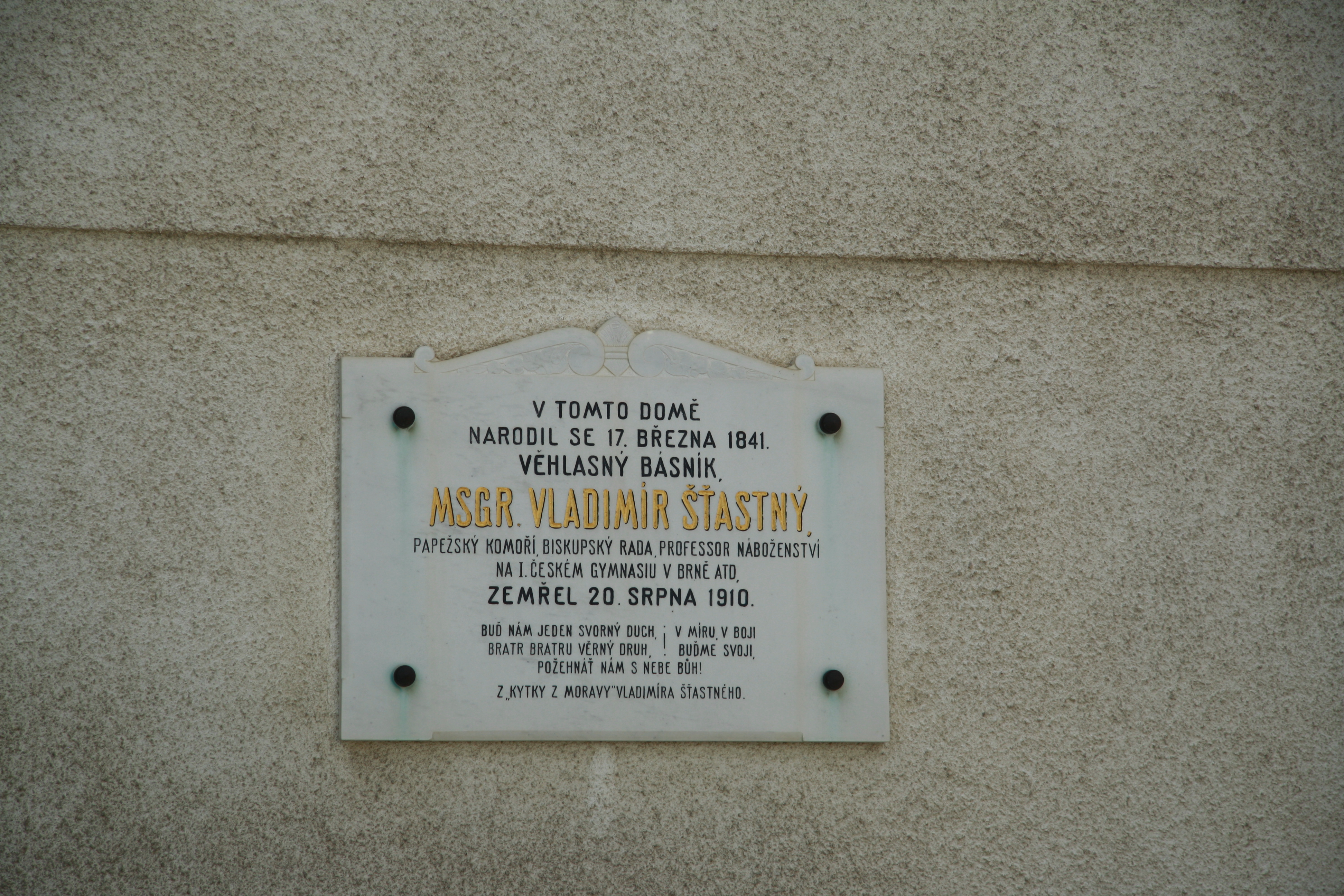
Pamětní deska na rodném domě Vladimíra Šťastného v Rudíkově, čp. 34.

Vladimír Šťastný (17. března 1841 Rudíkov – 20. srpna 1910 Brno) byl moravský kněz a básník. Používal též pseudonym Josef Ruda.
Narodil se v domě čp. 34 (obecní škola) v obci Rudíkov na Třebíčsku. Studoval teologii, působil jako kaplan v Židlochovicích, prefekt brněnského biskupského semináře, učitel na 1. českém gymnasiu v Brně. Byl učitelem náboženství, zakladatelem časopisu Obzor a starostou literární jednoty Dědictví sv. Cyrila a Methoděje, papežský komoří, biskupský rada. Je pohřben na Ústředním hřbitově v Brně.

## Dílo

### Básnické sbírky
- Kvítí májové (1869). Dostupné online
- Kytka z Moravy (1879)
- Drobné květy (1887)
- Hlasy a ohlasy (1892)
- Hory a doly (1894)

Rovněž sestavil texty několika písní zahrnutých v Kancionálu (např. 413, 817, 828 a další).